# Nyceryx continua
Espèce
Nyceryx continua est une espèce d'insectes lépidoptères (papillons) qui appartient à la famille des Sphingidae, sous-famille des Macroglossinae, à la tribu des Dilophonotini, sous-tribu des Dilophonotina, et au genre Nyceryx.  

## Description
L'envergure est de 56 à 72 mm. Il n'y a pas ou indistinctement de lignes dans la région costale de base de la face dorsale des ailes antérieures. Le groupe ante-médian est rempli de noir et très oblique. Le point discal est assez grand et le point devant celui-ci est distinct. Le point apical en demi-lune noire est nettement séparé de la zone marginale noire. La face dorsale de l'aile postérieure présente une surface de base jaune étendue vers le bord interne.

## Biologie
Les adultes volent toute l'année.

## Répartition
Nyceryx continua vole dans les plaines tropicales et subtropicales .
L'espèce est connue au Brésil, en Bolivie, en Argentine et au Pérou.

## Systématique
- L'espèce Nyceryx continua a été décrite par l'entomologiste britannique Francis Walker, en 1856, sous le nom initial de Perigonia alophus.

### Synonymie
- Lophura continua Walker, 1856 Protonyme
- Perigonia distans Boisduval, 1875
- Nyceryx lemonia Gehlen, 1941

## Liste des sous-espèces
- Nyceryx continua continua (Walker, 1856) (Brésil)
- Nyceryx continua cratera Rothschild & Jordan, 1916 (Pérou, Bolivie, Argentine et Brésil)